# Llista de topònims de Santa Eugènia de Berga
Llista de topònims (noms propis de lloc) del municipi de Santa Eugènia de Berga, a Osona
Informació actualitzada per un bot. Els canvis manuals es perdran quan s'actualitzi!

## casa
| imatge | Nom                           | Ubicat a               | instància de | Detalls      | coordenades                                                                  | Protecció | Commons (més fotos) | Dades a WD                    |
| ------ | ----------------------------- | ---------------------- | ------------ | ------------ | ---------------------------------------------------------------------------- | --------- | ------------------- | ----------------------------- |
|        | Cal Barber                    | Santa Eugènia de Berga | casa         |              | 41° 54′ 02″ N, 2° 16′ 58″ E / 41.9006°N,2.28278°E ca:Nucli de Santa Eugènia  |           |                     | Modifica les dades a Wikidata |
|        | Cal Pastisser                 | Santa Eugènia de Berga | casa         |              | 41° 54′ 01″ N, 2° 16′ 58″ E / 41.90015°N,2.28277°E ca:Nucli de Santa Eugènia |           |                     | Modifica les dades a Wikidata |
|        | Can Baixeres                  | Santa Eugènia de Berga | casa         |              | 41° 53′ 55″ N, 2° 16′ 58″ E / 41.89865°N,2.28286°E ca:Nucli de Santa Eugènia |           |                     | Modifica les dades a Wikidata |
|        | Can Barrusca                  | Santa Eugènia de Berga | casa         |              | 41° 54′ 02″ N, 2° 16′ 58″ E / 41.90064°N,2.28266°E ca:Nucli de Santa Eugènia |           |                     | Modifica les dades a Wikidata |
|        | Can Cantarell                 | Santa Eugènia de Berga | casa         | 1793         | 41° 54′ 03″ N, 2° 17′ 01″ E / 41.90081°N,2.28355°E ca:Nucli de Santa Eugènia |           |                     | Modifica les dades a Wikidata |
|        | Can Català                    | Santa Eugènia de Berga | casa         | 18th century | 41° 54′ 02″ N, 2° 17′ 00″ E / 41.90046°N,2.28325°E ca:Nucli de Santa Eugènia |           |                     | Modifica les dades a Wikidata |
|        | Can Discorre de Santa Eugènia | Santa Eugènia de Berga | casa         | 18th century | 41° 53′ 57″ N, 2° 16′ 59″ E / 41.89926°N,2.28316°E ca:Nucli de Santa Eugènia |           |                     | Modifica les dades a Wikidata |
|        | Can Godayol                   | Santa Eugènia de Berga | casa         | 1793         | 41° 54′ 03″ N, 2° 17′ 01″ E / 41.90075°N,2.28355°E ca:Nucli de Santa Eugènia |           |                     | Modifica les dades a Wikidata |
|        | Can Nan                       | Santa Eugènia de Berga | casa         | 18th century | 41° 53′ 56″ N, 2° 16′ 59″ E / 41.89876°N,2.28293°E ca:Nucli de Santa Eugènia |           |                     | Modifica les dades a Wikidata |
|        | Can Pebràs                    | Santa Eugènia de Berga | casa         | 1783         | 41° 53′ 56″ N, 2° 16′ 59″ E / 41.89887°N,2.283°E ca:Nucli de Santa Eugènia.  |           |                     | Modifica les dades a Wikidata |
|        | Can Penedes                   | Santa Eugènia de Berga | casa         |              | 41° 54′ 01″ N, 2° 17′ 02″ E / 41.90017°N,2.28376°E ca:Nucli de Santa Eugènia |           |                     | Modifica les dades a Wikidata |
|        | Can Segimón                   | Santa Eugènia de Berga | casa         | 19th century | 41° 54′ 01″ N, 2° 16′ 58″ E / 41.90034°N,2.28275°E ca:Nucli de Santa Eugènia |           |                     | Modifica les dades a Wikidata |
|        | Can Soms                      | Santa Eugènia de Berga | casa         | 18th century | 41° 54′ 01″ N, 2° 17′ 01″ E / 41.90022°N,2.28371°E ca:Nucli de Santa Eugènia |           |                     | Modifica les dades a Wikidata |
|        | Can Tuneu o l'Hostal          | Santa Eugènia de Berga | casa         | 1705         | 41° 54′ 02″ N, 2° 16′ 58″ E / 41.90056°N,2.28291°E ca:Nucli de Santa Eugènia |           |                     | Modifica les dades a Wikidata |
|        | Casa Parrella                 | Santa Eugènia de Berga | casa         | 18th century | 41° 53′ 59″ N, 2° 16′ 59″ E / 41.89979°N,2.28319°E ca:Nucli de Santa Eugènia |           |                     | Modifica les dades a Wikidata |

## creu de terme
| imatge | Nom                                 | Ubicat a               | instància de                          | Detalls      | coordenades                                                                  | Protecció                                  | Commons (més fotos) | Dades a WD                    |
| ------ | ----------------------------------- | ---------------------- | ------------------------------------- | ------------ | ---------------------------------------------------------------------------- | ------------------------------------------ | ------------------- | ----------------------------- |
|        | creu de Puigsacost                  | Santa Eugènia de Berga | creu de terme                         |              | 41° 53′ 53″ N, 2° 16′ 44″ E / 41.89795°N,2.278903°E                          | bé integrant del patrimoni cultural català |                     | Modifica les dades a Wikidata |
|        | creu de la Santa Missió o del Padró | Santa Eugènia de Berga | creu de terme creu de la Santa Missió | 20th century | 41° 54′ 02″ N, 2° 16′ 57″ E / 41.90052°N,2.28252°E ca:Nucli de Santa Eugènia |                                            |                     | Modifica les dades a Wikidata |
|        | creu del cementiri                  | Santa Eugènia de Berga | creu de terme                         |              | 41° 54′ 04″ N, 2° 17′ 04″ E / 41.9011°N,2.28452°E ca:Nucli de Santa Eugènia  |                                            |                     | Modifica les dades a Wikidata |

## edifici
| imatge | Nom              | Ubicat a               | instància de | Detalls | coordenades                                                                  | Protecció | Commons (més fotos) | Dades a WD                    |
| ------ | ---------------- | ---------------------- | ------------ | ------- | ---------------------------------------------------------------------------- | --------- | ------------------- | ----------------------------- |
|        | antic ajuntament | Santa Eugènia de Berga | edifici      |         | 41° 54′ 01″ N, 2° 16′ 59″ E / 41.9004°N,2.28297°E ca:Nucli de Santa Eugènia  |           |                     | Modifica les dades a Wikidata |
|        | els Tres Cantons | Santa Eugènia de Berga | edifici      |         | 41° 54′ 02″ N, 2° 16′ 59″ E / 41.90046°N,2.28318°E ca:Nucli de Santa Eugènia |           |                     | Modifica les dades a Wikidata |

## entitat singular de població
| imatge | Nom                    | Ubicat a               | instància de                                                                   | Detalls  | coordenades                                                       | Protecció | Commons (més fotos) | Dades a WD                    |
| ------ | ---------------------- | ---------------------- | ------------------------------------------------------------------------------ | -------- | ----------------------------------------------------------------- | --------- | ------------------- | ----------------------------- |
|        | Santa Eugènia de Berga | Santa Eugènia de Berga | entitat singular de població capital municipal ens local històric de Catalunya | 1817 hab | 41° 54′ 00″ N, 2° 17′ 00″ E / 41.9°N,2.28333°E 537 msnm           |           |                     | Modifica les dades a Wikidata |
|        | el Raval de Taradell   | Santa Eugènia de Berga | entitat singular de població                                                   | 483 hab  | 41° 53′ 59″ N, 2° 16′ 58″ E / 41.89976157°N,2.28286795°E 535 msnm |           |                     | Modifica les dades a Wikidata |

## església
| imatge | Nom                                | Ubicat a               | instància de     | Detalls            | coordenades                                                                      | Protecció                                            | Commons (més fotos)                | Dades a WD                    |
| ------ | ---------------------------------- | ---------------------- | ---------------- | ------------------ | -------------------------------------------------------------------------------- | ---------------------------------------------------- | ---------------------------------- | ----------------------------- |
|        | Església Nova de Santa Eugènia     | Santa Eugènia de Berga | església         | 20th century       | 41° 54′ 00″ N, 2° 17′ 00″ E / 41.90013°N,2.28327°E ca:Nucli de Santa Eugènia     |                                                      |                                    | Modifica les dades a Wikidata |
|        | església de Santa Eugènia de Berga | Santa Eugènia de Berga | església         | Estil: art romànic | 41° 54′ 01″ N, 2° 17′ 00″ E / 41.9003°N,2.28338°E                                | bé d'interès cultural bé cultural d'interès nacional | Església de Santa Eugènia de Berga | Modifica les dades a Wikidata |
|        | la Puríssima de Mas Mitjà          | Santa Eugènia de Berga | església capella |                    | 41° 55′ 05″ N, 2° 16′ 39″ E / 41.9181689839278°N,2.27757845325678°E ca:Mas Mitjà |                                                      |                                    | Modifica les dades a Wikidata |

## fita
| imatge | Nom                   | Ubicat a               | instància de               | Detalls      | coordenades                                                                  | Protecció | Commons (més fotos) | Dades a WD                    |
| ------ | --------------------- | ---------------------- | -------------------------- | ------------ | ---------------------------------------------------------------------------- | --------- | ------------------- | ----------------------------- |
|        | Fita de Puigoriol     | Santa Eugènia de Berga | fita                       | 19th century | 41° 53′ 55″ N, 2° 16′ 11″ E / 41.89874°N,2.26962°E ca:Zona del Bulló         |           |                     | Modifica les dades a Wikidata |
|        | Fita de Puigsegur     | Santa Eugènia de Berga | fita                       |              | 41° 55′ 07″ N, 2° 16′ 11″ E / 41.91849°N,2.26983°E ca:La Serreta             |           |                     | Modifica les dades a Wikidata |
|        | Fita de Puigsegur 2   | Santa Eugènia de Berga | fita                       |              | 41° 55′ 12″ N, 2° 16′ 13″ E / 41.92001°N,2.27033°E ca:La Serreta             |           |                     | Modifica les dades a Wikidata |
|        | Fita de can Cuera     | Santa Eugènia de Berga | fita                       |              | 41° 55′ 14″ N, 2° 16′ 19″ E / 41.92042°N,2.27202°E ca:La Serreta             |           |                     | Modifica les dades a Wikidata |
|        | Fita de can Parés     | Santa Eugènia de Berga | fita                       | 19th century | 41° 53′ 54″ N, 2° 16′ 16″ E / 41.8983°N,2.2711°E ca:Zona del Bulló           |           |                     | Modifica les dades a Wikidata |
|        | Fita de can Serrahima | Santa Eugènia de Berga | fita                       |              | 41° 55′ 11″ N, 2° 15′ 56″ E / 41.91965°N,2.26561°E ca:La Serreta             |           |                     | Modifica les dades a Wikidata |
|        | fita del cementiri    | Santa Eugènia de Berga | fita element arquitectònic |              | 41° 54′ 03″ N, 2° 17′ 04″ E / 41.90096°N,2.28458°E ca:Nucli de Santa Eugènia |           |                     | Modifica les dades a Wikidata |

## font
| imatge | Nom                        | Ubicat a               | instància de | Detalls      | coordenades                                                                  | Protecció | Commons (més fotos) | Dades a WD                    |
| ------ | -------------------------- | ---------------------- | ------------ | ------------ | ---------------------------------------------------------------------------- | --------- | ------------------- | ----------------------------- |
|        | font de la plaça del Pedró | Santa Eugènia de Berga | font         | 20th century | 41° 54′ 02″ N, 2° 16′ 56″ E / 41.90057°N,2.28226°E ca:Nucli de Santa Eugènia |           |                     | Modifica les dades a Wikidata |
|        | font del Conill            | Santa Eugènia de Berga | font         |              | 41° 54′ 14″ N, 2° 16′ 01″ E / 41.90376°N,2.26701°E ca:Zona del Bulló         |           |                     | Modifica les dades a Wikidata |
|        | font del Paradís           | Santa Eugènia de Berga | font         |              | 41° 54′ 03″ N, 2° 17′ 54″ E / 41.900785376901°N,2.2984295977676°E            |           |                     | Modifica les dades a Wikidata |
|        | font del Raval             | Santa Eugènia de Berga | font         | 20th century | 41° 53′ 58″ N, 2° 17′ 01″ E / 41.89932°N,2.28348°E ca:Nucli de Santa Eugènia |           |                     | Modifica les dades a Wikidata |
|        | font del Rossinyol         | Santa Eugènia de Berga | font         | 20th century | 41° 54′ 01″ N, 2° 16′ 51″ E / 41.90027°N,2.28088°E ca:Nucli de Santa Eugènia |           |                     | Modifica les dades a Wikidata |

## masia
| imatge | Nom                         | Ubicat a               | instància de | Detalls                                                  | coordenades                                                                                    | Protecció                                  | Commons (més fotos)                            | Dades a WD                    |
| ------ | --------------------------- | ---------------------- | ------------ | -------------------------------------------------------- | ---------------------------------------------------------------------------------------------- | ------------------------------------------ | ---------------------------------------------- | ----------------------------- |
|        | Can Baranera                | Santa Eugènia de Berga | masia        |                                                          | 41° 54′ 10″ N, 2° 17′ 00″ E / 41.9029019291222°N,2.28322414515254°E ca:Nucli de Santa Eugènia  |                                            |                                                | Modifica les dades a Wikidata |
|        | Can Bertran                 | Santa Eugènia de Berga | masia        | Estil: arquitectura popular 19th century                 | 41° 54′ 05″ N, 2° 15′ 55″ E / 41.901397°N,2.265147°E ca:Zona del Bulló                         | bé integrant del patrimoni cultural català |                                                | Modifica les dades a Wikidata |
|        | Can Calces                  | Santa Eugènia de Berga | masia        |                                                          | 41° 54′ 57″ N, 2° 16′ 49″ E / 41.9158357355037°N,2.28036622015136°E                            |                                            |                                                | Modifica les dades a Wikidata |
|        | Can Cisteller               | Santa Eugènia de Berga | masia        |                                                          | 41° 54′ 17″ N, 2° 17′ 03″ E / 41.904781442491°N,2.28420382555335°E                             |                                            |                                                | Modifica les dades a Wikidata |
|        | Can Co                      | Santa Eugènia de Berga | masia        | Estil: arquitectura popular                              | 41° 55′ 03″ N, 2° 16′ 58″ E / 41.917541°N,2.282881°E                                           | bé integrant del patrimoni cultural català | Can Co (Santa Eugènia de Berga)                | Modifica les dades a Wikidata |
|        | Can Coll                    | Santa Eugènia de Berga | masia        | Estil: arquitectura popular                              | 41° 54′ 14″ N, 2° 16′ 02″ E / 41.90385°N,2.267144°E ca:Zona del Bulló                          | bé integrant del patrimoni cultural català |                                                | Modifica les dades a Wikidata |
|        | Can Cruselles               | Santa Eugènia de Berga | masia        |                                                          | 41° 55′ 03″ N, 2° 16′ 48″ E / 41.9175272169164°N,2.2800819172532°E                             |                                            |                                                | Modifica les dades a Wikidata |
|        | Can Cuera                   | Santa Eugènia de Berga | masia        |                                                          | 41° 55′ 13″ N, 2° 16′ 24″ E / 41.9202950326753°N,2.27336979777335°E ca:La Serreta              |                                            |                                                | Modifica les dades a Wikidata |
|        | Can Discorra                | Santa Eugènia de Berga | masia        | Estil: arquitectura popular                              | 41° 54′ 43″ N, 2° 17′ 49″ E / 41.911836°N,2.296932°E                                           | bé integrant del patrimoni cultural català | Can Discorra (Santa Eugènia de Berga)          | Modifica les dades a Wikidata |
|        | Can Lau                     | Santa Eugènia de Berga | masia        |                                                          | 41° 53′ 49″ N, 2° 16′ 59″ E / 41.8969110538827°N,2.28300181638081°E                            |                                            |                                                | Modifica les dades a Wikidata |
|        | Can Lloselles               | Santa Eugènia de Berga | masia        |                                                          | 41° 55′ 03″ N, 2° 16′ 48″ E / 41.9175272169164°N,2.2800819172532°E                             |                                            |                                                | Modifica les dades a Wikidata |
|        | Can Marró                   | Santa Eugènia de Berga | masia        | Estil: arquitectura popular                              | 41° 55′ 07″ N, 2° 17′ 05″ E / 41.91849°N,2.284824°E ca:Sant Marc                               | bé integrant del patrimoni cultural català |                                                | Modifica les dades a Wikidata |
|        | Can Nin                     | Santa Eugènia de Berga | masia        |                                                          | 41° 54′ 33″ N, 2° 16′ 50″ E / 41.9092702932712°N,2.28043996641167°E                            |                                            |                                                | Modifica les dades a Wikidata |
|        | Can Pere Xic                | Santa Eugènia de Berga | masia        |                                                          | 41° 53′ 51″ N, 2° 16′ 51″ E / 41.8974656259051°N,2.28094621420102°E ca:Zona del Puigsacost     |                                            |                                                | Modifica les dades a Wikidata |
|        | Can Pol                     | Santa Eugènia de Berga | masia        | Estil: arquitectura popular                              | 41° 54′ 26″ N, 2° 16′ 26″ E / 41.907091°N,2.273895°E ca:Nucli de Santa Eugènia                 | bé integrant del patrimoni cultural català |                                                | Modifica les dades a Wikidata |
|        | Can Reixac                  | Santa Eugènia de Berga | masia        |                                                          | 41° 54′ 06″ N, 2° 17′ 01″ E / 41.9016249415378°N,2.28353982908951°E                            |                                            |                                                | Modifica les dades a Wikidata |
|        | Can Rita                    | Santa Eugènia de Berga | masia        |                                                          | 41° 54′ 30″ N, 2° 16′ 02″ E / 41.9084039682415°N,2.26735542140188°E ca:Plantalamor-Gener       |                                            |                                                | Modifica les dades a Wikidata |
|        | Can Sala                    | Santa Eugènia de Berga | masia        |                                                          | 41° 55′ 17″ N, 2° 16′ 31″ E / 41.921356952264°N,2.275290914904°E ca:La Serreta                 |                                            |                                                | Modifica les dades a Wikidata |
|        | Can Serraïma                | Santa Eugènia de Berga | masia        |                                                          | 41° 55′ 10″ N, 2° 16′ 01″ E / 41.9194527169994°N,2.26696374166639°E                            |                                            |                                                | Modifica les dades a Wikidata |
|        | Casa Nova de Puigsacost     | Santa Eugènia de Berga | masia        |                                                          | 41° 53′ 52″ N, 2° 16′ 47″ E / 41.8977920536603°N,2.27985757097616°E                            |                                            |                                                | Modifica les dades a Wikidata |
|        | Casanova d'en Pasqual       | Santa Eugènia de Berga | masia        | Estil: arquitectura popular                              | 41° 54′ 28″ N, 2° 17′ 35″ E / 41.907904°N,2.293105°E                                           | bé integrant del patrimoni cultural català | Casanova d'en Pasqual (Santa Eugènia de Berga) | Modifica les dades a Wikidata |
|        | Fontanelles                 | Santa Eugènia de Berga | masia        | Estil: arquitectura popular 16th century                 | 41° 54′ 41″ N, 2° 17′ 25″ E / 41.911362°N,2.290149°E 528 msnm                                  | bé integrant del patrimoni cultural català | Fontanelles (Santa Eugènia de Berga)           | Modifica les dades a Wikidata |
|        | Mas Mitjà                   | Santa Eugènia de Berga | masia        | Estil: arquitectura popular 17th century                 | 41° 55′ 06″ N, 2° 16′ 38″ E / 41.91838°N,2.277349°E ca:La Serreta                              | bé integrant del patrimoni cultural català |                                                | Modifica les dades a Wikidata |
|        | Mas Plantalamor             | Santa Eugènia de Berga | masia        | Estil: arquitectura popular Estat: enderrocat o destruït |                                                                                                |                                            |                                                | Modifica les dades a Wikidata |
|        | Mas Reig                    | Santa Eugènia de Berga | masia        | Estil: arquitectura popular                              | 41° 54′ 20″ N, 2° 17′ 37″ E / 41.90554°N,2.29368°E ca:Sala-d'Heures 531 msnm                   | bé integrant del patrimoni cultural català | Mas Reig (Santa Eugènia de Berga)              | Modifica les dades a Wikidata |
|        | Mas Roure                   | Santa Eugènia de Berga | masia        | Estil: arquitectura popular 17th century                 | 41° 54′ 29″ N, 2° 17′ 00″ E / 41.908051°N,2.283458°E ca:Camí Santa Eugènia Saladeures 512 msnm | bé integrant del patrimoni cultural català | Mas Roure (Santa Eugènia de Berga)             | Modifica les dades a Wikidata |
|        | Mas dels Frares             | Santa Eugènia de Berga | masia        | Estil: arquitectura popular 18th century                 | 41° 54′ 50″ N, 2° 16′ 51″ E / 41.913755°N,2.28091°E ca:La Serreta                              | bé integrant del patrimoni cultural català | Mas dels Frares (Santa Eugènia de Berga)       | Modifica les dades a Wikidata |
|        | Puigdasens                  | Santa Eugènia de Berga | masia        | 19th century                                             | 41° 54′ 55″ N, 2° 16′ 30″ E / 41.9151621692687°N,2.27494740994363°E ca:La Serreta              |                                            |                                                | Modifica les dades a Wikidata |
|        | Puigoriol                   | Santa Eugènia de Berga | masia        | Estil: arquitectura popular 18th century                 | 41° 54′ 03″ N, 2° 15′ 59″ E / 41.90082°N,2.266492°E ca:Sector Explasa 508 msnm                 | bé integrant del patrimoni cultural català | Puigoriol                                      | Modifica les dades a Wikidata |
|        | Teuleria de l'Aimerich      | Santa Eugènia de Berga | masia        | Estil: arquitectura popular 18th century                 | 41° 54′ 20″ N, 2° 17′ 37″ E / 41.90561°N,2.293734°E ca:Sala-d'Heures 531 msnm                  | bé integrant del patrimoni cultural català | Teuleria de l'Aimerich                         | Modifica les dades a Wikidata |
|        | cal Rei                     | Santa Eugènia de Berga | masia        | Estil: arquitectura popular                              | 41° 54′ 51″ N, 2° 17′ 19″ E / 41.914054°N,2.288539°E                                           | bé integrant del patrimoni cultural català | Cal Rei (Santa Eugènia de Berga)               | Modifica les dades a Wikidata |
|        | el Bulló                    | Santa Eugènia de Berga | masia        |                                                          | 41° 54′ 06″ N, 2° 16′ 22″ E / 41.9017199130804°N,2.27285707501604°E 500 msnm                   |                                            | El Bulló                                       | Modifica les dades a Wikidata |
|        | el Català                   | Santa Eugènia de Berga | masia        |                                                          | 41° 54′ 07″ N, 2° 16′ 46″ E / 41.9020140297637°N,2.27950872775222°E                            |                                            |                                                | Modifica les dades a Wikidata |
|        | el Duran                    | Santa Eugènia de Berga | masia        | Estil: arquitectura popular                              | 41° 54′ 21″ N, 2° 16′ 28″ E / 41.905941°N,2.274378°E                                           | bé integrant del patrimoni cultural català |                                                | Modifica les dades a Wikidata |
|        | el Gener de la Plana        | Santa Eugènia de Berga | masia torre  | Estil: arquitectura popular arquitectura eclèctica       | 41° 54′ 35″ N, 2° 16′ 40″ E / 41.909656°N,2.277869°E ca:Plantalamor-Gener                      | bé integrant del patrimoni cultural català | El Gener de la Plana (Santa Eugènia de Berga)  | Modifica les dades a Wikidata |
|        | el Genís                    | Santa Eugènia de Berga | masia        | Estil: arquitectura popular 17th century                 | 41° 53′ 56″ N, 2° 15′ 48″ E / 41.89881°N,2.26344°E ca:Zona del Bulló 513 msnm                  | bé integrant del patrimoni cultural català | El Genís                                       | Modifica les dades a Wikidata |
|        | l'Hostalet del Bulló        | Santa Eugènia de Berga | masia        | Estil: arquitectura popular 17th century                 | 41° 53′ 58″ N, 2° 16′ 21″ E / 41.899336°N,2.272618°E ca:A ponent de la població 1 km 509 msnm  | bé integrant del patrimoni cultural català | L'Hostalet del Bulló                           | Modifica les dades a Wikidata |
|        | l'Omeda                     | Santa Eugènia de Berga | masia        | 17th century                                             | 41° 54′ 37″ N, 2° 18′ 01″ E / 41.9101493068789°N,2.30025291355821°E ca:Sant Marc               |                                            | L'Omeda (Santa Eugènia de Berga)               | Modifica les dades a Wikidata |
|        | la Casa Nova de Mas Mitjà   | Santa Eugènia de Berga | masia        |                                                          | 41° 55′ 03″ N, 2° 16′ 54″ E / 41.9175822158329°N,2.28167309666413°E                            |                                            |                                                | Modifica les dades a Wikidata |
|        | la Casa Nova de Mas Roure   | Santa Eugènia de Berga | masia        |                                                          | 41° 54′ 29″ N, 2° 17′ 02″ E / 41.9080492324215°N,2.2839382326907°E                             |                                            |                                                | Modifica les dades a Wikidata |
|        | la Casa Nova de Plantalamor | Santa Eugènia de Berga | masia        | Estil: arquitectura popular                              | 41° 54′ 27″ N, 2° 16′ 09″ E / 41.907366°N,2.269093°E                                           | bé integrant del patrimoni cultural català |                                                | Modifica les dades a Wikidata |
|        | la Gatonera                 | Santa Eugènia de Berga | masia        |                                                          | 41° 54′ 19″ N, 2° 17′ 04″ E / 41.9052249960225°N,2.28456057338596°E                            |                                            |                                                | Modifica les dades a Wikidata |
|        | la Noguera                  | Santa Eugènia de Berga | masia        |                                                          | 41° 54′ 35″ N, 2° 16′ 20″ E / 41.9097145705943°N,2.27233227631219°E ca:Plantalamor-Gener       |                                            |                                                | Modifica les dades a Wikidata |
|        | la Serreta                  | Santa Eugènia de Berga | masia        |                                                          | 41° 54′ 49″ N, 2° 16′ 33″ E / 41.913564261209°N,2.27578546083082°E                             |                                            |                                                | Modifica les dades a Wikidata |
|        | la Vinya                    | Santa Eugènia de Berga | masia        |                                                          | 41° 54′ 10″ N, 2° 16′ 08″ E / 41.902793472076°N,2.26887837602287°E                             |                                            |                                                | Modifica les dades a Wikidata |

## polígon industrial
| imatge | Nom                         | Ubicat a               | instància de       | Detalls | coordenades                                                         | Protecció | Commons (més fotos) | Dades a WD                    |
| ------ | --------------------------- | ---------------------- | ------------------ | ------- | ------------------------------------------------------------------- | --------- | ------------------- | ----------------------------- |
|        | Polígon Explasa Industrial  | Santa Eugènia de Berga | polígon industrial |         | 41° 54′ 19″ N, 2° 16′ 28″ E / 41.9052787603529°N,2.27446846816831°E |           |                     | Modifica les dades a Wikidata |
|        | Polígon industrial El Bulló | Santa Eugènia de Berga | polígon industrial |         | 41° 54′ 12″ N, 2° 16′ 32″ E / 41.9033663994737°N,2.27543051812487°E |           |                     | Modifica les dades a Wikidata |

## pont
| imatge | Nom                              | Ubicat a               | instància de | Detalls                          | coordenades | Protecció                                  | Commons (més fotos) | Dades a WD                    |
| ------ | -------------------------------- | ---------------------- | ------------ | -------------------------------- | --- | ------------------------------------------ | ------------------- | ----------------------------- |
|        | Palanca de can Baixeres          | Santa Eugènia de Berga | pont palanca | 1940 Estat: parcialment destruït | 41° 54′ 14″ N, 2° 15′ 58″ E / 41.9038°N,2.26606°E ca:Zona del Bulló                                              |                                            |                     | Modifica les dades a Wikidata |
|        | Pont de Sala-d'Heures            | Santa Eugènia de Berga | pont         | 1925 Estat: malmès               | 41° 54′ 21″ N, 2° 17′ 39″ E / 41.90587°N,2.29403°E ca:Sala-d'Heures                                              |                                            |                     | Modifica les dades a Wikidata |
|        | Pont de Santa Eugènia de Berga   | Santa Eugènia de Berga | pont         | Estil: arquitectura popular      | 41° 54′ 24″ N, 2° 17′ 04″ E / 41.906656°N,2.284552°E                                                             | bé integrant del patrimoni cultural català |                     | Modifica les dades a Wikidata |
|        | Pont de cal Sacaire              | Santa Eugènia de Berga | pont         | 20th century Estat: malmès       | 41° 54′ 19″ N, 2° 17′ 01″ E / 41.90519°N,2.2837°E ca:Nucli de Santa Eugènia                                      |                                            |                     | Modifica les dades a Wikidata |
|        | Pont de cal Teuler del mas Mitjà | Santa Eugènia de Berga | pont         | Estat: bon estat                 | 41° 55′ 10″ N, 2° 16′ 40″ E / 41.91934°N,2.27788°E ca:La Serreta                                                 |                                            |                     | Modifica les dades a Wikidata |
|        | Pont de la Gatonera              | Santa Eugènia de Berga | pont         | 1950 Estat: bon estat            | 41° 54′ 18″ N, 2° 17′ 03″ E / 41.90512°N,2.2841°E ca:Nucli de Santa Eugènia                                      |                                            |                     | Modifica les dades a Wikidata |
|        | Pont de la Serra                 | Santa Eugènia de Berga | pont         | Estat: bon estat                 | 41° 53′ 56″ N, 2° 17′ 07″ E / 41.89888°N,2.28527°E ca:Antic camí de la Serra, sobre el torrent de Santa Eugènia. |                                            |                     | Modifica les dades a Wikidata |
|        | Pont del Reguer                  | Santa Eugènia de Berga | pont         | 20th century Estat: bon estat    | 41° 54′ 03″ N, 2° 17′ 18″ E / 41.9009°N,2.28835°E ca:Nucli de Santa Eugènia                                      |                                            |                     | Modifica les dades a Wikidata |
|        | Pont del carrer Catalunya        | Santa Eugènia de Berga | pont         | 1980 Estat: bon estat            | 41° 54′ 21″ N, 2° 17′ 00″ E / 41.90571°N,2.28346°E ca:Nucli de Santa Eugènia                                     |                                            |                     | Modifica les dades a Wikidata |
|        | Pont del carrer Reguer           | Santa Eugènia de Berga | pont         | 1985 Estat: bon estat            | 41° 54′ 04″ N, 2° 17′ 09″ E / 41.90104°N,2.2858°E ca:Nucli de Santa Eugènia                                      |                                            |                     | Modifica les dades a Wikidata |
|        | Pont del mas Roure               | Santa Eugènia de Berga | pont         | Estat: bon estat                 | 41° 54′ 24″ N, 2° 17′ 04″ E / 41.90665°N,2.28457°E ca:Nucli de Santa Eugènia                                     |                                            |                     | Modifica les dades a Wikidata |
|        | Pont del mas dels Frares         | Santa Eugènia de Berga | pont         | Estat: malmès                    | 41° 54′ 54″ N, 2° 17′ 00″ E / 41.91487°N,2.28325°E ca:La Serreta                                                 |                                            |                     | Modifica les dades a Wikidata |

## porta
| imatge | Nom                    | Ubicat a               | instància de                | Detalls      | coordenades                                                                  | Protecció | Commons (més fotos) | Dades a WD                    |
| ------ | ---------------------- | ---------------------- | --------------------------- | ------------ | ---------------------------------------------------------------------------- | --------- | ------------------- | ----------------------------- |
|        | porta de cal Cisteller | Santa Eugènia de Berga | porta element arquitectònic | 18th century | 41° 54′ 01″ N, 2° 16′ 58″ E / 41.90035°N,2.28269°E ca:Nucli de Santa Eugènia |           |                     | Modifica les dades a Wikidata |
|        | porta del cementiri    | Santa Eugènia de Berga | porta element arquitectònic | 1876         | 41° 54′ 03″ N, 2° 17′ 04″ E / 41.90095°N,2.28449°E ca:Nucli de Santa Eugènia |           |                     | Modifica les dades a Wikidata |

## pou
| imatge | Nom               | Ubicat a               | instància de              | Detalls      | coordenades                                                          | Protecció | Commons (més fotos) | Dades a WD                    |
| ------ | ----------------- | ---------------------- | ------------------------- | ------------ | -------------------------------------------------------------------- | --------- | ------------------- | ----------------------------- |
|        | Pou de can Coll   | Santa Eugènia de Berga | pou element arquitectònic |              | 41° 54′ 12″ N, 2° 15′ 59″ E / 41.90341°N,2.26635°E ca:Zona del Bulló |           |                     | Modifica les dades a Wikidata |
|        | Pou de can Sala   | Santa Eugènia de Berga | pou element arquitectònic | 20th century | 41° 55′ 14″ N, 2° 16′ 34″ E / 41.92043°N,2.2762°E ca:La Serreta      |           |                     | Modifica les dades a Wikidata |
|        | Pou del mas Mitjà | Santa Eugènia de Berga | pou element arquitectònic |              | 41° 55′ 05″ N, 2° 16′ 39″ E / 41.91802°N,2.27751°E ca:La Sereta      |           |                     | Modifica les dades a Wikidata |

## Misc
| imatge | Nom                                            | Ubicat a                                                                    | instància de                   | Detalls               | coordenades | Protecció                                            | Commons (més fotos)                  | Dades a WD                    |
| ------ | ---------------------------------------------- | --------------------------------------------------------------------------- | ------------------------------ | --------------------- | --- | ---------------------------------------------------- | ------------------------------------ | ----------------------------- |
|        | Domus de Sala-d'Heures                         | Santa Eugènia de Berga                                                      | castell                        |                       | 41° 54′ 11″ N, 2° 18′ 04″ E / 41.902972°N,2.30113°E                                                                | bé d'interès cultural bé cultural d'interès nacional | Castell d'Heures                     | Modifica les dades a Wikidata |
|        | Gurri                                          | Seva Taradell Tona Malla Vic Santa Eugènia de Berga Gurb les Masies de Roda | curs d'aigua                   | Desemboca: Ter        | 41° 49′ 55″ N, 2° 19′ 36″ E / 41.831953°N,2.326802°E 41° 59′ 03″ N, 2° 18′ 04″ E / 41.984104°N,2.301215°E 443 msnm |                                                      | Gurri                                | Modifica les dades a Wikidata |
|        | Molí del Gener                                 | Santa Eugènia de Berga                                                      | molí d'aigua                   |                       | 41° 54′ 25″ N, 2° 16′ 48″ E / 41.9068805025092°N,2.27996040717302°E                                                |                                                      |                                      | Modifica les dades a Wikidata |
|        | Puigsacost                                     | Santa Eugènia de Berga                                                      | muntanya                       |                       | 41° 53′ 50″ N, 2° 16′ 34″ E / 41.897356°N,2.276199°E 573 msnm                                                      |                                                      |                                      | Modifica les dades a Wikidata |
|        | Sant Marc                                      | Santa Eugènia de Berga                                                      | vèrtex geodèsic                |                       | 41° 54′ 55″ N, 2° 17′ 33″ E / 41.915223°N,2.292378°E 579.685 msnm                                                  |                                                      |                                      | Modifica les dades a Wikidata |
|        | aljub dels Horts del Rector                    | Santa Eugènia de Berga                                                      | aljub element arquitectònic    |                       | 41° 54′ 01″ N, 2° 17′ 07″ E / 41.90032°N,2.28535°E ca:Nucli de Santa Eugènia                                       |                                                      |                                      | Modifica les dades a Wikidata |
|        | amagatall a can Coll                           | Santa Eugènia de Berga                                                      | estructura arquitectònica      | 20th century          | 41° 54′ 15″ N, 2° 15′ 58″ E / 41.90405°N,2.26601°E ca:Zona del Bulló                                               |                                                      |                                      | Modifica les dades a Wikidata |
|        | aqüeducte de Sala-d'heures                     | Santa Eugènia de Berga                                                      | aqüeducte pont                 | 1925 Estat: bon estat | 41° 54′ 01″ N, 2° 18′ 02″ E / 41.90021°N,2.30066°E ca:Sala-d'Heures                                                |                                                      |                                      | Modifica les dades a Wikidata |
|        | casa de la vila de Santa Eugènia de Berga      | Santa Eugènia de Berga                                                      | casa consistorial              |                       | 41° 54′ 01″ N, 2° 16′ 59″ E / 41.9002275°N,2.2829671°E                                                             |                                                      | Ajuntament de Santa Eugènia de Berga | Modifica les dades a Wikidata |
|        | horta de can Detes                             | Santa Eugènia de Berga                                                      | hort                           |                       | 41° 55′ 01″ N, 2° 15′ 49″ E / 41.91705°N,2.26367°E ca:Plantalamor-Gener                                            |                                                      |                                      | Modifica les dades a Wikidata |
|        | la rectoria i farmàcia                         | Santa Eugènia de Berga                                                      | element arquitectònic          | 18th century          | 41° 54′ 00″ N, 2° 16′ 59″ E / 41.89993°N,2.28319°E ca:Nucli de Santa Eugènia                                       |                                                      |                                      | Modifica les dades a Wikidata |
|        | oratori de Sant Miquel dels Sants              | Santa Eugènia de Berga                                                      | capella                        | Estat: ruïnós         | 41° 55′ 06″ N, 2° 16′ 37″ E / 41.91825°N,2.27706°E ca:La Serreta                                                   |                                                      |                                      | Modifica les dades a Wikidata |
|        | placa de Ramon Fontanelles a la plaça Montseny | Santa Eugènia de Berga                                                      | placa commemorativa            | 1882                  | 41° 54′ 01″ N, 2° 17′ 00″ E / 41.90016°N,2.28336°E ca:Nucli de Santa Eugènia                                       |                                                      |                                      | Modifica les dades a Wikidata |
|        | teuleria del mas Mitjà                         | Santa Eugènia de Berga                                                      | teuleria element arquitectònic |                       | 41° 55′ 05″ N, 2° 16′ 40″ E / 41.91819°N,2.27775°E ca:La Serreta                                                   |                                                      |                                      | Modifica les dades a Wikidata |